# UFC 239
UFC 239: Джон Джонс vs. Тиаго Сантос — турнир по смешанным единоборствам, который был проведён 6 июля 2019 года на «Ти-Мобайл-арене» в Парадизе, штат Невада, пригородная территория Лас-Вегаса. Главным событием турнира стала вторая защита пояса Джона Джонса, после повторного чемпионства Джона в полутяжелом весе. А также, очередная защита пояса Амандой Нуньес против бывшей чемпионки Холли Холм. Также, на этом турнире прошел бой между Хорхе Масвидалом и бывшим чемпионом Bellator в полусреднем весе Беном Аскреном. Кроме того, на UFC 239 выступили бывший чемпион среднего веса Люк Рокхолд, который перешел в полутяжёлую весовую категорию. Люк сразился с ветераном полутяжелого веса Яном Блаховичем.

## Результаты турнира
| Бой п/п                                           | Категория               | Участники и результат боя | Участники и результат боя | Участники и результат боя | Способ                                               | Раунд | Время | Примечание                                          |
| Основной кард                                     |                         |                           |                           |                           |                                                      |       |       |                                                     |
| Бой 12                                            | Полутяжёлый вес         | Джон Джонс (ч)            | поб.                      | Тиагу Сантус              | Раздельное решение (47-48, 48-47, 48-47)             | 5     | 5:00  | Бой за титул чемпиона UFC в полутяжёлом весе        |
| Бой 11                                            | Женский легчайший вес   | Аманда Нунис (ч)          | поб.                      | Холли Холм                | Технический нокаут (удар ногой в голову и добивание) | 1     | 4:10  | Бой за титул чемпионки UFC в женском легчайшем весе |
| Бой 10                                            | Полусредний вес         | Хорхе Масвидаль           | поб.                      | Бен Аскрен                | Нокаут (удар коленом в прыжке)                       | 1     | 0:05  | Самый быстрый нокаут в истории UFC                  |
| Бой 9                                             | Полутяжёлый вес         | Ян Блахович               | поб.                      | Люк Рокхолд               | Нокаут (удары руками)                                | 2     | 1:39  |                                                     |
| Бой 8                                             | Полусредний вес         | Майкл Кьеза               | поб.                      | Диего Санчез              | Единогласное решение (30-26, 30-26, 30-26)           | 3     | 5:00  |                                                     |
| Предварительные бои (ESPN)                        |                         |                           |                           |                           |                                                      |       |       |                                                     |
| Бой 7                                             | Полулёгкий вес          | Арнольд Аллен             | поб.                      | Гилберт Мелендес          | Единогласное решение (30-27, 30-27, 30-27)           | 3     | 5:00  |                                                     |
| Бой 6                                             | Легчайший вес           | Марлон Вера               | поб.                      | Нохелин Эрнандес          | Сдача, удушающий приём (удушение сзади)              | 2     | 3:25  |                                                     |
| Бой 5                                             | Женский минимальный вес | Клаудиа Гаделья           | поб.                      | Ранда Маркос              | Единогласное решение (30-27, 30-27, 30-27)           | 3     | 5:00  |                                                     |
| Бой 4                                             | Легчайший вес           | Сун Ядун                  | поб.                      | Алехандро Перес           | Нокаут (удар рукой)                                  | 1     | 2:04  |                                                     |
| Ранние предварительные бои (UFC Fight Pass/ESPN+) |                         |                           |                           |                           |                                                      |       |       |                                                     |
| Бой 3                                             | Средний вес             | Эдмен Шахбазян            | поб.                      | Джек Маршман              | Сдача, удушающий приём (удушение сзади)              | 1     | 1:12  |                                                     |
| Бой 2                                             | Полусредний вес         | Ченси Ренкаунтри          | поб.                      | Исмаил Наурдиев           | Единогласное решение (29-27, 29-28, 30-27)           | 3     | 5:00  |                                                     |
| Бой 1                                             | Женский легчайший вес   | Джулия Авила              | поб.                      | Пэнни Кианзад             | Единогласное решение (30-27, 30-26, 30-26)           | 3     | 5:00  |                                                     |

## Награды
Следующие бойцы получили бонусные выплаты в размере $50 000:
- Лучший бой вечера: Не присуждался
- Выступление вечера: Аманда Нунис, Хорхе Масвидаль, Ян Блахович и Ядон Сон

## Выплаты
Ниже приводятся суммы официальных выплат, опубликованные Атлетической Комиссией штата Невада. Они не включают спонсорских денег, прибыли за продажу платных трансляций и призовых за награды. Общая выплата на мероприятие $3,331,000.
- Джон Джонс: $500,000 (нет победных бонусов) поб. Тиагу Сантус: $350,000
- Аманда Нунис: $500,000 (включая бонус за победу $200,000) поб. Холли Холм: $300,000
- Хорхе Масвидаль: $200,000 (включая бонус за победу $100,000) поб. Бен Аскрен: $210,000
- Ян Блахович: $92,000 (включая бонус за победу $46,000) поб. Люк Рокхолд: $200,000
- Майкл Кьеза: $104,000 (включая бонус за победу $52,000) поб. Диего Санчез: $103,000
- Арнольд Аллен: $64,000 (включая бонус за победу $32,000) поб. Гилберт Мелендес: $20,000
- Марлон Вера: $96,000 (включая бонус за победу $48,000) поб. Нохелин Хернандез: $12,000
- Клаудиа Гаделья: $102,000 (включая бонус за победу $52,000) поб. Ранда Маркос: $30,000
- Сун Ядун: $90,000 (включая бонус за победу $45,000) поб. Алехандро Перес: $42,000
- Эдмен Шахбазян: $32,000 (включая бонус за победу $16,000) поб. Джек Маршман: $30,000
- Ченси Ренкаунтри: $28,000 (включая бонус за победу $14,000) поб. Исмаил Наурдиев: $14,000
- Джулия Авила: $20,000 (включая бонус за победу $10,000) поб. Пэнни Кианзад: $12,000